# Phrynocephalus sogdianus
Phrynocephalus sogdianus är en ödleart som beskrevs av  Sergius Aleksandrovich Chernov 1959. Phrynocephalus sogdianus ingår i släktet Phrynocephalus och familjen agamer. Inga underarter finns listade i Catalogue of Life.